# Agrupació Esportiva i Cultural Manlleu
L'Agrupació Esportiva i Cultural Manlleu és un club de futbol català de la vila de Manlleu, a Osona, fundat el 1931. Actualment juga a la Primera Catalana de Futbol.

## Història

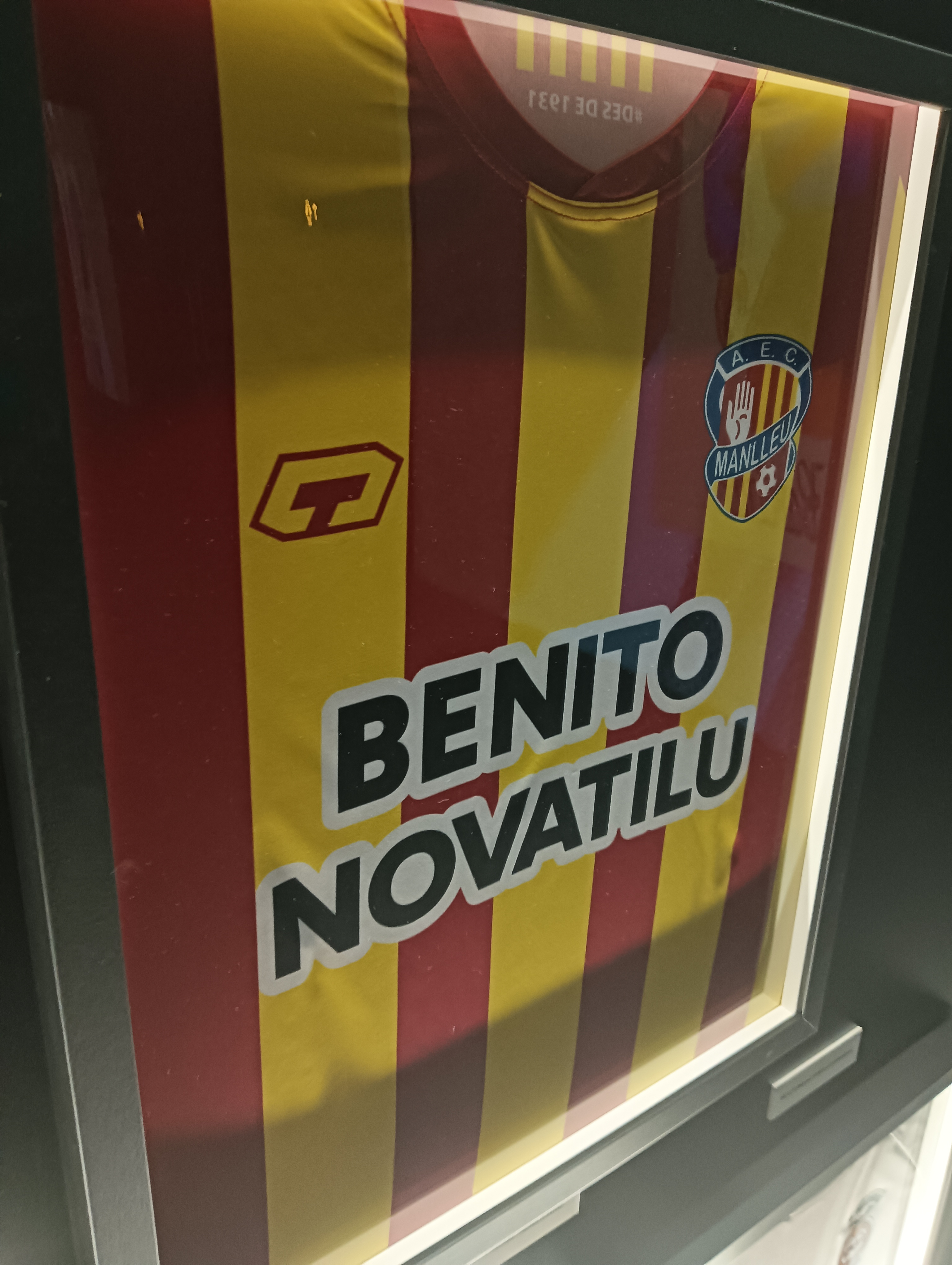
Samareta Manlleu.

## Història[calcitació]

### Abans de la fundació (1914-1931)
A Manlleu, el 1914 es disputà el primer partit a la vila entre el col·legi Sagrat Cor i els Esperantistes, tot i que no és fins al 21 de novembre del 1931 que es produeix la fundació oficial de l'AEC Manlleu.
L'espai on practica l'esport del futbol l'Agrupació Esportiva i Cultural de Manlleu, no ha estat sempre el mateix. El primer terreny de joc on es va practicar el futbol pels volts de 1914, estava situat a l'anomenat "Pla de Can Puntí", espai on el Col·legi Escoles Cristianes passava les tardes dels dijous i dels diumenges. Recordem que en els seus inicis, el Manlleu estava molt vinculat a l'esmentada escola.
Posteriorment i en el transcurs de 25 anys, l'AEC Manlleu va tenir quatre camps de joc diferents. Pels volts de l'any 1919, la pràctica del futbol es duia a terme en un camp situat a "La Devesa", el qual va desaparèixer arran d'una forta inundació del riu Ter. L'any 1920, es passà a jugar al "Serrat del Munt" fins aproximadament l'any 1932. Aquest espai, creiem que estava situat on hi ha l'Hospital de Sant Jaume.

### Inicis (1931-1957)
Però el club feu un salt qualitatiu el 21 de novembre del 1931 quan es fundà l'Agrupació Esportiva Cultural Manlleu, amb una àmplia ambició esportiva, que abraçava els àmbits del futbol, del ciclisme, de l'atletisme i de l'excursionisme i amb una clara projecció cultural que es traduí en nombroses activitats al Patronat de Cultura, on el club tenia la seu.
Del 1933 i fins a l'any 1940, el futbol a la nostra vila es practicava a l'espai on posteriorment s'hi instal·laren els Tallers Serra, S.A. En aquest cas es produí un fet peculiar, ja que els esmentats tallers estaven situats entre els anys 1933 i 1940, en un terreny entre el riu Ter i el canal industrial, però a causa de la gran inundació que patí Manlleu l'any 1940, els Tallers Serra van quedar molt malmesos. La peculiaritat de tot això, és que a causa de la guerra d'alliberament, el futbol no es practicava en aquell temps, i l'AEC Manlleu va cedir el seu estadi a l'esmentada empresa, la qual va encarregar-se de cedir-li al Manlleu, els terrenys on actualment està ubicat el magnífic camp municipal. Podríem dir que es va fer un canvi de terrenys.
La guerra civil de 1936-1939 va estroncar aquesta expansió del club i de l'afició al futbol.

### Primers anys a la Tercera divisió i millora del estadi (1957-1989)
Entre els anys 1957 i 1960, es portaren a terme les gestions necessàries perquè el camp de futbol es municipalitzés, i el dia 11 de juliol de 1960 s'aprovà el conveni entre l'AEC Manlleu i l'Ajuntament de la vila. El camp ja era municipal.
Després de la guerra civil l'afició al futbol es va revifar i, entre 1956 i 1962, el Manlleu va arribar a militar a Tercera Divisió en un moment en què aquesta categoria era la divisió de bronze del futbol estatal.
L'any 1965, i coincidint amb l'ascens del primer equip a la Tercera Divisió, van començar les obres de les grades, amb un pressupost de 125.000 de les antigues pessetes, i al cap d'un any, aquestes grades es van transformar en una tribuna coberta, amb un altre pressupost de 100.000 pessetes. Les obres, van ser pagades amb donatius d'indústries de Manlleu i també per part dels socis de l'entitat.
Després, el club va viure una època d'alts i baixos. Els moments més crítics van arribar entre 1978 i 1979 quan una junta gestora es va haver de fer càrrec de l'entitat per evitar-ne la desaparició.
Durant la temporada 1984 - 1985, es portaren a terme diverses obres de remodelació de l'estadi, com la col·locació de la gespa natural i les butaques de plàstic a la tribuna. També va ser en aquesta temporada, que s'inaugurà el nou camp de terra situat darrere la tribuna, en un partit entre el Manlleu i el Pradenc.
Durant la temporada 1986 - 1987, s'inaugurà l'enllumenat elèctric, en un partit de Festa Major, on competiren l'AEC Manlleu, el Lleida i l'Almeria.
Durant la temporada 1988 - 1989, es va inaugurar la nova coberta metàl·lica de la tribuna amb motiu també del partit de Festa Major.

### Època de gloria (1989-2004)
Superada la crisi esmentada anteriorment l'any 1979 el Manlleu va iniciar una ascensió fulgurant que el va dur de Segona Regional fins a Segona Divisió B, categoria on va debutar la temporada 1989-90 i on va jugar durant vuit anys.
En aquest període, el Manlleu va disputar en tres ocasions el play-off per pujar a Segona Divisió A però el Reial Madrid Castella, el Marbella i l'Extremadura li van barrar el pas de l'ascens. L'any 1997 va tornar a baixar. Des de llavors el Manlleu ha militat a Tercera. El principal èxit d'aquesta última etapa va arribar la temporada 1998-99 quan, per primera vegada a la seva història, va quedar campió de Tercera Divisió.

### Actualitat (2004-act.)
A l'inici de la temporada 2004 - 2005, es produeix una remodelació molt important. L'AEC Manlleu va estrenar el nou camp de gespa artificial, fet que suposa que tots els equips de futbol base i per descomptat, el primer equip de l'entitat, puguin jugar els seus partits en aquest camp.
El 22 de febrer del 2012 va fer història després de derrotar per 1 gol a 0 al Girona CF (equip de 2a divisió A), entrant a la final a 4 de la Copa Catalunya que disputará també el FC Barcelona, el RCD Espanyol i el Gimnàstic de Tarragona. Finalment però, disputaria la final de Copa Catalunya al Municipal d'Esports de Manlleu, quedant campió el Nàstic de Tarragona davant de l'AEC Manlleu.
L'any 2017 el Manlleu va baixar a la Primera Catalana, des de llavors el Manlleu és un dels equips més competitius de la Primera Catalana.

#### Temporada 2022-23
A la temporada 2022-23 el Manlleu tenia com a objectiu principal ascendir a la Primera Catalana, a la primera volta no va ser gaire bona i el conjunt manlleuenc va acabar 8è.
A la segona volta el Manlleu va començar bé durant els primers cinc partits, però una mala ratxa de no victòries a la Primera Catalana va fer que el Manlleu no es classifiques per l'ascens de la pròxima Superlliga 2023-24.
Finalment el Manlleu va acabar en el 8è lloc de la Primera Catalana i no es classificava per l'ascens a la Superlliga.
A l'ùltima setmana de maig es va oficialitzar la renovació de l'entrenador Manel Sala malgrat no haver pogut aconseguir l'ascens, el Manlleu es troba en una fase de renaixament de l'equip en el qual els pròxims dies es ofialitzaran nous contractes i renovacions de jugadors, per tal d'aconseguir l'ascens a la temporada de Primera Catalana 2023-24.

#### Temporada 2023-24
A la temporada 2023-24 el Manlleu finalment consegueix l'ascens a la Lliga Elit proclamant-se campions de la Primera Catalana.

## Palmarès

#### Campionats
- 1 Campionat Tercera Divisió (1998-99) (Grup V)
- 1 Campionat Regional Preferent (1983-84)
- 1 Campionat Primera Territorial (1981-82) (Grup 4)
- 4 Campionats Trofeu de la Vila de Manlleu (2013, 2014, 2019 i 2023) (Amistós)

#### Subcampionats
- 2 Subcampionats Segona Divisió B (1991-92 i 1993-94) (Grup II i Grup III)
- 1 Subcampionat Copa Catalunya (2011-12)
- 1 Subcampionat Tercera Divisió (1988-89) (Grup V)
- 1 Subcampionat Primera Catalana (2021-22)
- 2 Subcampionats Trofeu de la Vila de Manlleu (2021 i 2022)
- 1 Subcampionat Trofeu Gaspar Matas (1996) (Amistós)
- 1 Subcampionat Trofeu Ciutat de Santa Coloma (1987) (Amistós)

#### Tercer Lloc
- 1 Tercer Lloc Segona Divisió B (1990-91) (Grup IV)
- 1 Tercer Lloc Tercera Divisió (2011-12) (Grup V)
- 1 Tercer Lloc Preferent Territorial (2006-07)
- 1 Tercer Lloc Torneig Costa Brava (1998) (Amistós)

## Temporades
Fins a l'any 2022-23 el club ha militat 8 vegades a Segona Divisió B, 33 a Tercera Divisió i 9 a la Primera Catalana. El millor registre històric del Manlleu va arribar l'any 1991-92, quedant segon a la Segona divisió B, posició que repetiria posteriorment a la 1993-94.
| - 1956-57: 3a Divisió 5è - 1957-58: 3a Divisió 4t - 1958-59: 3a Divisió 9è - 1959-60: 3a Divisió 9è - 1960-61: 3a Divisió 10è - 1961-62: 3a Divisió 13è - 1983-84: Regional Preferent 1r - 1984-85: 3a Divisió 14è - 1985-86: 3a Divisió 4t - 1986-87: 3a Divisió 16è - 1987-88: 3a Divisió 4t - 1988-89: 3a Divisió 2n | - 1989-90: 2a Divisió B 6è - 1990-91: 2a Divisió B 3r - 1991-92: 2a Divisió B 2n - 1992-93: 2a Divisió B 13è - 1993-94: 2a Divisió B 2n - 1994-95: 2a Divisió B 5è - 1995-96: 2a Divisió B 10è - 1996-97: 2a Divisió B 17è - 1997-98: 3a Divisió 5è - 1998-99: 3a Divisió 1r - 1999-00: 3a Divisió 17è - 2000-01: 3a Divisió 7è | - 2001-02: 3a Divisió 14è - 2002-03: 3a Divisió 15è - 2003-04: 3a Divisió 19è - 2004-05: 1a Catalana 6è - 2005-06: 1a Catalana 5è - 2006-07: 1a Catalana 3r - 2007-08: 3a Divisió 13è - 2008-09: 3a Divisió 5è - 2009-10: 3a Divisió 6è - 2010-11: 3a Divisió 6è - 2011-12: 3a Divisió 3r - 2012-13: 3a Divisió 4t | - 2013-14: 3a Divisió 10è - 2014-15: 3a Divisió 17è - 2015-16: 3a Divisió 16è - 2016-17: 3a Divisió 18è - 2017-18: 1a Catalana 7è - 2018-19: 1a Catalana 6è - 2019-20: 1a Catalana 4t - 2020-21: 1a Catalana 6è - 2021-22: 1a Catalana 2n - 2022-23: 1a Catalana 8è - 2023-24: 1a Catalana "2n" |

## Equip femení
A Manlleu el futbol femení va arribar el 2006. Tres anys després, l'equip cadet començava l'escalada fins a Preferent, una fita històrica que es va assolir el 2018 i que situava a l'equip entre els millors de la comarca d'Osona, juntament amb el Vic Riuprimer. Però l'any 2021, l'equip femení va anunciar a les xarxes socials, que no continuaria al club "per motius diversos", també explica que el conjunt s'ha reunit diverses vegades amb el club i que al final s'ha arribat a la conclusió que era millor “emprendre camins separats”. Una decisió que no ha estat “fàcil”, però sí “la més encertada, després d'anys de lluita". El comunicat acaba assegurant que “el futbol femení seguirà creixent i que l'AEC Manlleu en formarà part”.

## Rivalitat amb l'UE Vic: "El Derbi d'Osona"
El màxim rival de l''AEC Manlleu és l'UE Vic i el partit que formen quan els dos equips juguen s'anomena "Derbi d'Osona". Els dos conjunts s'han trobat en diverses ocasions a Tercera Divisió i a la Primera Catalana.

#### 2011-12
Al maig de 2012, durant el partit de tornada, es va viure l'Estadi Hipòlit Planàs (l'estadi del Vic) hi va haver un accidentat derbi on al minut 56, després de marcar un gol, els jugadors manlleuencs es van acostar als aficionats que es van recolzar a la tanca i va acabar cedint pel pes de la gent. Prop d'un centenar de seguidors visitants van caure al camp i es va causar dos ferits per traumatismes i fractures. Després de mitja hora, en la qual els serveis d'emergència i la policia van controlar la situació, es va reprendre el partit, que va acabar 0-4 i va permetre al Manlleu disputar el Play-off d'ascens a la Segona Divisió B.

#### 2012-13
L'últim precedent del Derbi a la Tercera Divisió és de l'any 2012-13, quan el 5 de novembre de 2012 es va disputar el partit d'anada a l'Estadi del Vic que va acabar amb empat de 0-0 davant d'uns 1.200 aficionats.
El partit de tornada, disputat a Manlleu el 24 de març de 2013, també va acabar amb empat, en aquest cas 2-2. En aquest partit hi va haver incidents remarcables com ara una aturada de vint minuts després que el vigatà Ramon Carrascal rebés un impacte d'una beguda llançada des de la zona dels Àngels Caiguts, grups d'aficionats afins al Manlleu. El partit va poder seguir un cop els Mossos d'Esquadra van arribar al camp de futbol. El partit va seguir molt calent i va acabar amb tres expulsions.

#### 2017-18
Després de quatre anys sense haver-hi un enfrontament entre el Manlleu i el Vic, es va disputar el partit d'anada a l'estadi del Vic el 17 de desembre de 2017. En aquest partit no hi va haver enfrotaments a la grada i es va mantenir la pau entre els aficionats i jugadors. El resultat va ser d'un empat d'1-1 entre els dos equips.
El partit de tornada, va ser un resultat desastrós per l'equip manlleuenc. El Vic, per sorpresa, va apallisar el Manlleu amb 0-4 contundent al Municipal del Manlleu davant d'uns 700 aficionats que veien el partit des de la grada, que per cert, també es va mantenir la pau a la grada.

#### 2018-19
El partit d'anada es va disputar al Municipal de Manlleu al 16 de setembre de 2018, i el resultat va ser d'una victòria del Manlleu per 1-0 i al minut 89 amb gol d'Atitor Anguló que va fer embogir el municipal. Així doncs, el Manlleu aconseguia la seva revenja després del partit de la temporada passada.
El partit de tornada es va disputar el 3 de febrer de 2019 i va acabar en un just empat de 0-0 entre els dos equips osonencs a l'estadi Hipòlit Planas de Vic. Caldria dir que l'equip manlleuenc va tenir moltes baixes durant aquell partit.

#### 2023-24
Tot i que el Manlleu i el Vic estuiguessin per divisions diferents, van disputar un partit per la Copa de la Vila de Manlleu el 2 de setembre de 2023. Després d'un partit igualat, l'equip manlleuenc va guanyar el partit per 2-0 amb gols de Darnés i Muritala que feia créixer molta confiança al Manlleu, que aquella temporada lluïtava per l'ascens a la Lliga d'Elit.